# Mirror (server)
Een mirror (Engels voor "spiegel") is een web- of FTP-server die een kopie is van een andere server. Mirrors worden gebruikt om drukke servers te ontlasten en om gebruikers een server te bieden die in een snellere verbinding met de computer van de gebruiker staat (meestal omdat hij fysiek dichterbij staat). Ook wordt dit soms gebruikt zodat een programma toch gedownload kan worden als een andere mirror niet beschikbaar is.
Een nadeel van mirrors is dat de kans bestaat dat de mirror niet de recentste versie bevat van de bestanden die op de originele server staan. Dit kan vermeden worden door een officiële lijst van alle mirrors van een bepaalde server bij te houden, en telkens alle servers tegelijk bij te werken met de nieuwe versies van bestanden. Dit heeft men niet meer in de hand wanneer buiten het weten van de serverbeheerder mirrors worden opgezet, wat in de meeste gevallen ook helemaal niet mag.
Een website die een exacte kopie van een andere is, bijvoorbeeld om als back-up te dienen, heet een mirrorsite of kortweg ook wel mirror.